# The Great Global Warming Swindle
The Great Global Warming Swindle (Engels: "De grote zwendel van de opwarming van de Aarde") is een documentaire over de opwarming van de Aarde die op 8 maart 2007 door Channel 4 op de Britse televisie werd uitgezonden. In de documentaire wordt kritiek samengevat die door wetenschappers, economen en policiti is geuit op An Inconvenient Truth. Deze laatste documentaire werd in 2006 door de Amerikaanse ex-vicepresident Al Gore uitgebracht. In die documentaire uitte Gore zijn zorgen over de opwarming van de Aarde.
Op 12 juli 2007 werd de documentaire (in een zeer verkorte versie) uitgezonden door de KRO op de Nederlandse televisie met een Nederlandstalige voice-over en ondertiteling. De documentaire werd hierbij gevolgd door een debat over de opwarming van de Aarde.

## Inhoud
In The Great Global Warming Swindle worden twijfels geuit over de gedane beweringen in An Inconvenient Truth en het klimaatonderzoek en de bijbehorende scenario's van het IPCC. De meeste modellen die uitgaan van een door mensen geïnduceerde stijging van de temperatuur op Aarde, zien de stijging van de temperatuur als gevolg van de stijging van de hoeveelheid CO2. In The Great Global Warming Swindle wordt gesteld dat de stijging van de concentratie CO2 juist wordt veroorzaakt door een stijging van de temperatuur.

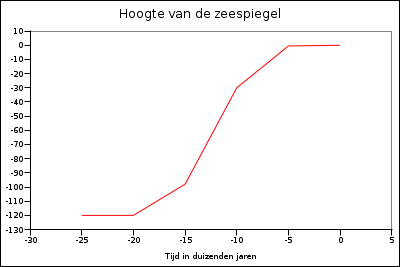
Zeespiegelstijging gedurende de laatste 25.000 jaar. De film voert dit aan als bewijs voor de onhoudbaarheid van door mensen veroorzaakte klimaatverandering.

Vraagtekens worden gezet bij de invloed die de mens zou hebben op het klimaat op Aarde. Gewezen wordt op de relatief warme Middeleeuwen en het niet stijgen van de mondiale temperatuur tussen 1940 en 1970. De stijging van de temperatuur op Aarde zoals die zich volgens de temperatuurcurve voordoet sinds begin jaren 70 wordt in de documentaire verklaard door een verhoogde zonneactiviteit en een stijging van het aantal zonnevlekken.
Verder suggereert The Great Global Warming Swindle dat wetenschappers die kritiek hebben op de IPCC-bevindingen systematisch worden genegeerd of zelfs bedreigd door milieuorganisaties, politici en andere wetenschappers.
De film trekt verder ook de onafhankelijkheid van de wetenschap in twijfel aan de hand van de stelling dat het verkrijgen van subsidies makkelijker gaat wanneer het versterkte broeikaseffect binnen het onderzoeksgebied wordt gehaald.

## Kritiek
Er is veel kritiek geweest uit wetenschappelijke hoek over de voorstelling van de feiten in The Great Global Warming Swindle. Vooral het gebruik van achterhaalde cijfers en onderzoeken voor het ondersteunen van de stellingname van de documentaire is bekritiseerd. In sommige gevallen worden de conclusies onderuitgehaald door niet gepresenteerde, nieuwere kennis. Twee wetenschappers die in de eerste versie van de film vernoemd worden, Carl Wunsch en Eigil Friis Christensen hebben publiekelijk afstand genomen van de film omdat hun onderzoeksresultaten volgens hen in de film fout geciteerd werden.
Carl Wunsch schreef dat de film hem exact het tegengestelde standpunt toedicht dan dat hij verkondigt.
In een open brief aan de maker en een klacht tegen de documentaire bij het Office of Communications (OfCom) van The Great Global Warming Swindle wijzen 40 klimaatwetenschappers zeven misvattingen aan:
1. De gemiddelde temperatuur van de Aarde is niet zo hoog als tijdens de middeleeuwen. De documentaire verwijst hierbij naar een grafiek uit een rapport van het IPCC uit 1990. Deze grafiek toont slechts temperaturen tot 1975 en is in de afgelopen 17 jaar achterhaald door nieuw onderzoek. De United States National Academies publiceerde in 2006 een rapport waarin staat dat "geen enkele grootschalige temperatuur-reconstructie blijk geeft van middeleeuwse temperaturen die zo hoog waren als de laatste decennia van de 20e eeuw."
2. De gemiddelde temperatuur van de Aarde nam sterk af tussen 1940 en 1980. In de documentaire wordt een grafiek vertoond waarvan NASA als bron wordt gegeven. NASA heeft echter nooit een dergelijk grafiek gepubliceerd met betrekking op de gehele aarde. De temperatuur op het noordelijk halfrond nam af tussen 1940 en 1976, maar niet zo sterk als in het programma wordt gesteld.
3. De troposfeer warmt sterker op dan wat verwacht kan worden op basis van de modellen, en is dus niet door mensen veroorzaakt. In een wetenschappelijk review van 2006 stelt het US Climate Change Science Programme dat de temperaturen in de modellen soms boven, soms onder de waargenomen temperatuur zitten. Er wordt geconcludeerd dat "gegeven de variatie in de resultaten van de modellen en de onderlinge overlap en de overlap met de beschikbare metingen, is er geen conflict tussen de waargenomen veranderingen en de resultaten van klimaatmodellen."
4. Vulkanen produceren meer CO2 dan mensen. Hiervan wordt geen bron gegeven. Deze uitspraak is onwaar, vulkanische emissies zijn minder dan 2 procent van de menselijke emissies.[5][6]
5. In het verleden volgde een stijging van de concentratie CO2 een temperatuurstijging, en dus is de huidige stijging van de temperatuur niet het gevolg van de toename van CO2. Deze conclusie staat lijnrecht tegenover de huidige wetenschappelijke inzichten volgens peer-reviewed wetenschappelijke tijdschriften.[7]
6. Oceanen stoten grote hoeveelheden CO2 uit bij opwarming, en dus zijn menselijke emissies niet verantwoordelijk voor de stijgende temperaturen. De oceanen dienen op het moment als een koolstofput, en nemen dus CO2 op uit de atmosfeer in plaats van dat ze CO2 afgeven. Bij opwarming kunnen oceanen inderdaad minder CO2 bevatten, en zullen ze de opwarming van de Aarde minder matigen.
7. Variatie in de zonnecyclus kan de stijgende temperatuur verklaren. De grafiek in de documentaire loopt slechts tot 1975, is niet afkomstig uit bekend wetenschappelijk werk en een bron wordt niet gegeven. Recent onderzoek[8] wijst uit dat er zeker in de laatste decennia geen goede correlatie is tussen activiteit van de zon en de temperatuur op Aarde.

In latere versies van 'The Great Global Warming Swindle' is geprobeerd een aantal van deze kritiekpunten te pareren. Volgens het Klimaatportaal, een wetenschappelijke nieuws- en kennissite over het klimaat, is de Swindle een poging om onder andere met vervalst wetenschappelijk materiaal de antropogene broeikastheorie - opwarming door mensen - onderuit te halen. Klimaatportaal stelt dat de argumenten die de makers daarvoor gebruiken grotendeels zijn achterhaald en dat de vervalsingen die de makers gebruiken om tóch hun punt te maken, door klimaatwetenschappers eenvoudig worden doorzien.